# پارک توریستی کمربسته
پارک توریستی کمربسته در شمال شهر سرکان در استان همدان واقع است.
شش اصله درخت چنار کمربسته پیرامون دایره‌ای به شعاع حدود سه متر کنار هم روئیده و طول محیط تنه هر یک از پنج اصله ۷ متر و دیگری که کوچکتر به نظر می‌رسد ۵ متر می‌باشد.(بن درختان با انجام عملیات عمرانی با خاک پوشیده شده اند) که با ساقه‌ای صاف و مستقیم در حدود ۳۰ متر سر به فلک کشیده اند. با توجه به نحوه استقرار و رویش این چنارها برخی از صاحبنظران بر این باورند که درختان چنار موجود در واقع شاخه‌هایی می‌باشند که در اطراف بن یک چنار کهنسال که چندین قرن پیش قطع شده روئیده اند. اگر این نظریه درست باشد چنار اصلی بسیار کهنسال بوده و شاید قدمتی معادل سرو ابرقو که بیش از ۳۵۰۰ سال قدمت دارد و کهنسالترین درخت جهان است داشته باشد. در آنصورت کهنسالترین درخت چنار موجود خواهد بود. بدیهی است صحت و سقم این نظر منوط به بررسیهای بیشتر دقیق و علمی توسط کارشناسان مربوطه می‌باشد.